# Konstantin Stiefanowicz
Konstantin Konstantinowicz Stiefanowicz, ros. Константин Константинович Стефанович, (ur. 12 stycznia?/24 stycznia 1861 w Jekaterinhofie, zm. 10 marca?/23 marca 1920) – senator Imperium Rosyjskiego, wicegubernator tyfliski, siedlecki i lubelski.

## Życiorys
Konstantin Konstantinowicz Stiefanowicz urodził się 12 stycznia 1861 roku, wywodził się z prawosławnej szlachty dziedzicznej guberni tambowskiej. Jego ojciec sprawował funkcję protojereja.
W 1876 roku rozpoczął naukę w Imperatorskim Liceum Aleksandrowskim. Ukończył je 19 grudnia 1881 roku ze złotym medalem, co zapewniło mu rangę radcy tytularnego (IX ranga cywilna) ranga cywilna w tabeli rang). W ostatnim dniu tego roku przyjęty na służbę do Ministerstwa Sprawiedliwości. Skierowany do pracy w Senacie Rządzącym, początkowo w I Departamencie, od 1 lutego 1884 roku w II, gdzie do 1885 roku zarządzał sprawami Oberprokurorskimi. Awansował na asesora kolegialnego (VIII ranga cywilna) 20 grudnia 1884 roku. Zatrudniony w funkcji pomocnika obersekretarza, w 1887 roku (27 stycznia–20 listopada) pełniący obowiązki tego urzędu. Odszedł z Ministerstwa Sprawiedliwości 25 lutego 1888 roku, argumentując swoją decyzję przyczynami osobistymi. Już jednak miesiąc później – 31 marca – wznowił karierę urzędniczą, tym razem w Ministerstwie Spraw Wewnętrznych. W ramach Wydziału Ziemskiego został 18 maja skierowany do Słucka, gdzie pracował w Powiatowym Urzędzie do spraw Włościańskich.

### Bobrujsk
Z powiatu słuckiego przeszedł 18 sierpnia 1888 roku do analogicznego urzędu w powiecie bobrujskim. Z regionem tym związał się służbowo na lat siedem i pół, tam też przyszły na świat jego dzieci. Po siedmiu miesiącach w powiecie – 21 marca 1889 roku – objął funkcję powiatowego marszałka szlachty. Jednocześnie mianowano go przewodniczącym urzędu, w którym dotychczas pracował, oraz Bobrujskiego Powiatowego Urzędu do spraw Powinności Wojskowej. Za nowymi funkcjami przyszedł też awans w tabeli rang – 20 października 1889 roku Konstantin Stiefanowicz został radcą nadwornym (VII ranga cywilna), zaś 12 października 1893 roku radcą kolegialnym (VI ranga cywilna). Trzykrotnie (16 maja 1890, 26 maja 1893 i 7 czerwca 1896 roku – już po oddelegowaniu do odległej guberni) wybrany został honorowym sędzią pokoju w tamtejszym okręgu. Od 2 lutego 1895 roku do funkcji marszałka szlachty doszła mu również funkcja burmistrza Bobrujska. Oficjalnie oddelegowany do Tyflisu 19 marca 1896 roku, 10 czerwca został nagrodzony tytułem honorowego obywatela miasta.

### Tyflis
Od 19 marca 1896 do 27 sierpnia 1900 roku wicegubernator tyfliski. Uczestniczył w pracach kolejnych komisjach specjalnych przy Szpitalu Wojskowym w Tbilisi, rewidujących rekrutów z lat 1896–1898. Oprócz tego zasiadał w Gruzińskiej Diecezjalnej Radzie Szkolnej (od 1 sierpnia 1898 roku). W 1898 roku, od 16 października do 19 grudnia, przeprowadzał rewizję miasta Tyflis od strony administracji i gospodarki. Kilkukrotnie zajmował się rozwiązywaniem konfliktów w guberni. Do takich należały sprawy założycieli Szlacheckiego Banku Ziemskiego (od 19 października 1898 roku), chłopów dzierżawiących majątek wielkiego księcia Michaiła Nikołajewicza Romanowa w Bordżomi (od 7 maja 1899 roku) czy ormiańskich chłopów z Dżełan-Ogły (dzisiejszy Stepanawan) skonfliktowanych z wojskiem (30 marca–19 kwietnia 1900 roku). Uczestniczył też w pracach komisji zajmującej m.in. się opodatkowaniem Abastumani (4 lipca 1900 roku) oraz zasiadał na czele grupy powołanej do wsparcia ofiar trzęsienia ziemi w powiecie achałkałaskim (27 lipca 1900 roku). W trakcie służby w Tyflisie, 30 maja 1897 roku, otrzymał awans do rangi radcy stanu (V ranga cywilna), która odpowiadała zajmowanemu stanowisku wicegubernatora.

### Siedlce i Lublin
Od 27 sierpnia 1900 roku ponownie na etacie Ministerstwa Spraw Wewnętrznych. Mianowany wicegubernatorem siedleckim 22 stycznia 1901 roku. Zasiadał w Powiatowej Diecezjalnej Radzie Szkolnej (od 13 października 1901 roku). Jako przewodniczący komitetu od 8 listopada 1901 roku brał udział w pracach nad budową nowego budynku dla szpitala w Białej Podlaskiej. Odwiedził Monaster Narodzenia Matki Bożej w Leśnej, aby reprezentować władze świeckie w klasztornym święcie 20 maja tego roku. Zawnioskował o przeniesienie do guberni lubelskiej, co nastąpiło 8 czerwca 1902 roku – na jego miejsce mianowano następnie Siergieja Wojejkowa. Oba wicegubernatorskie stanowiska Konstantin Stiefanowicz przejmował po Aleksieju Małajewie. W Lublinie otrzymał awans na rzeczywistego radcę stanu (IV ranga cywilna). Służbę w Lublinie zakończył 25 stycznia 1903 roku, wakat po Stiefanowiczu zajął Władimir Smirnow.

### Powrót do stolicy i Senat Rządzący
Od 25 I 1903 roku ponownie w Wydziale Ziemskim Ministerstwa Spraw Wewnętrznych, tym razem jako pomocnik zarządzającego. W tym czasie trafił też do Senatu Rządzącego. W 1910 roku zajmował się kwestiami drobnego kredytu, w komitecie Ministerstwa Finansów. W tym samym roku, w lutym, został wicezarządzającym kancelarią zajmującej się instytucjami cesarzowej Marii. Ostatni swój awans w tabeli rang dostał za wyróżnienie 18 stycznia 1911 roku – wraz z rangą tajnego radcy (III cywilna) otrzymał również nominację na senatora w Senacie Rządzącym. W 1915 roku wszedł w skład II Departamentu tej instytucji.

## Odznaczenia
Konstantin Konstantinowicz był kawalerem następujących orderów:
Ordery Imperium Rosyjskiego
- Order Świętego Stanisława[5]:

1. III klasa – 1 stycznia 1886 roku,
2. II klasa – 30 sierpnia 1893 roku,
3. I klasa – 1906 roku.

- Order Świętej Anny[6]:

1. III klasa – 25 czerwca 1890 roku,
2. II klasa – 6 grudnia 1895 roku.

- Order Świętego Włodzimierza[7]:

1. IV klasa – 6 grudnia 1898 roku,
2. III klasa – 1905 rok.

Ordery zagraniczne
- Bucharska Złota Gwiazda Bucharska II klasy – 21 października 1896 roku[7].
- Perski order Lwa i Słońca II klasy – 6 marca 1901 roku[7].

Medale
- Srebrny Medal dla Upamiętnienia Panowania Aleksandra III(inne języki)  – 26 lutego 1896 roku[6],
- Ciemnobrązowy Medal za spis powszechny 1897 roku(inne języki)  – 17 marca 1897 roku[6].

Oprócz medalu za spis Kontstantin Konstantinowicz 8 czerwca 1897 roku otrzymał również podziękowania od Mikołaja II. W tym samym roku 13 września uzyskał również nagrodę finansową w wysokości 800 rubli. Wcześniej (5 czerwca 1890 roku) otrzymał też podziękowania z Ministerstwa Oświaty za działalność na niwie edukacyjnej. Stiefanowicz za służbę w Królestwie Polskim otrzymał 14 sierpnia 1901 roku dodatek do pensji w wysokości piętnastu procent.
Konstantin Siefanowicz był od 10 lipca 1896 roku honorowym obywatelem Bobrujska.